# Арболіт

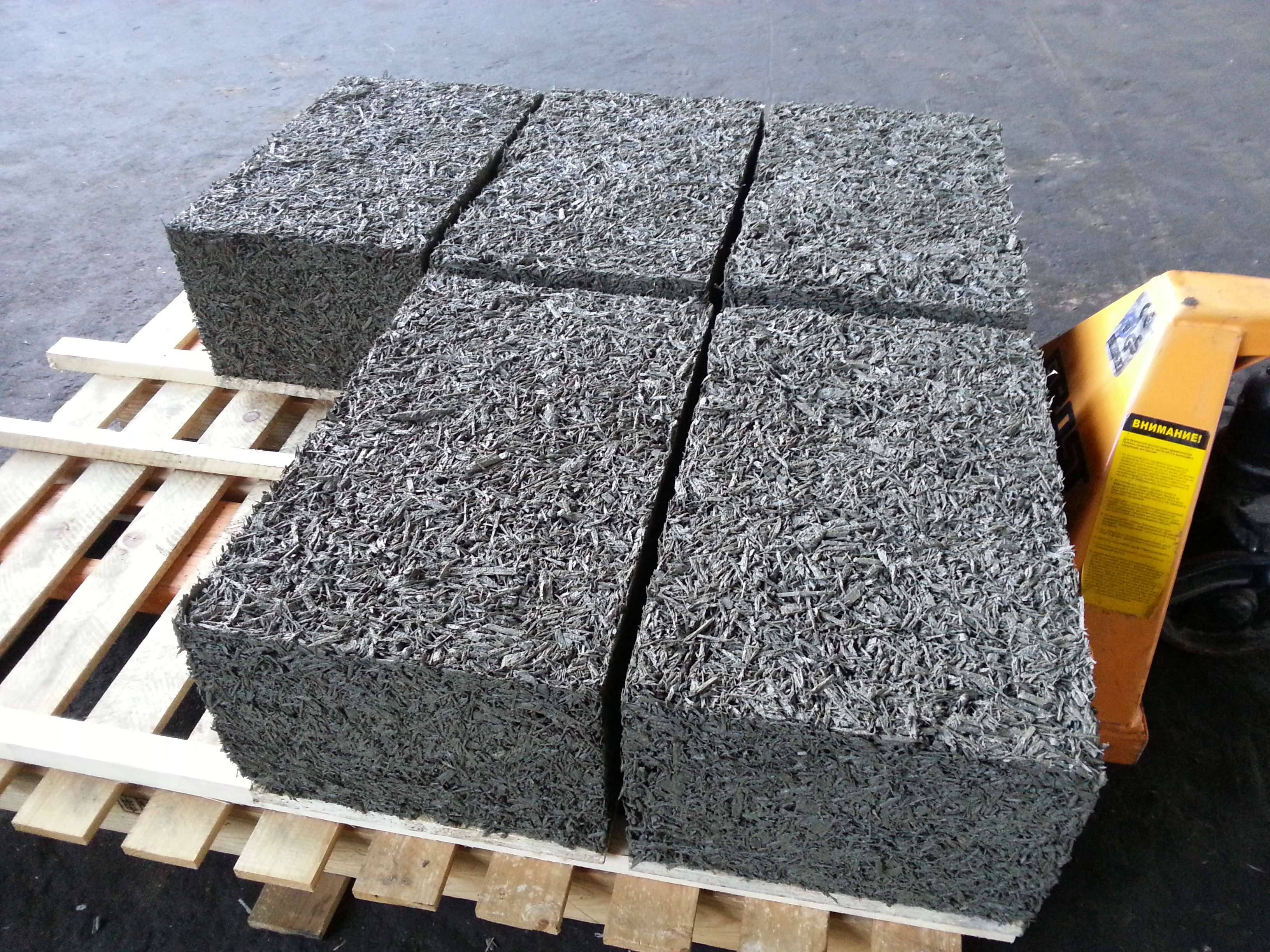
Арболітові блоки

Арболі́т — будівельний матеріал, різновид легкого бетону, органо-неорганічний композиційний матеріал.
Арболіт виготовляється методом механічного змішування з подальшим формуванням бетонної суміші з кришива органічного целюлозовмісного заповнювача (подрібнені відходи деревообробки, лісозаготівлі, с/г виробництва, очерет), в'яжучої речовини (зазвичай — цементу), води та стабілізуючих цемент добавок (0,5 - 5% від маси цементу залежно від рецептури та методу формування).
З арболіту виготовляють стінові блоки, панелі, плити для будівництва житлових, громадських, промислових та сільськогосподарських будівель. Вони використовуються як основні тримальні конструкції малоповерхових будівель та як огороджуючі та розподільні самонесучі конструкції багатоповерхових будівель.
Щільність виробів, залежно від призначення - 400 - 850 кг/м3.
За призначенням вироби з арболіту розділяють на теплоізоляційні (400 - 500 кг/м3) та конструктивно-теплоізоляційні (500 - 850 кг/м3).
Одна з основних переваг арболіту — висока теплоємність 2.3 кДж/кг °C (вода — 4,218 кДж/кг °С; силікатні матеріали такі, як цегла, камінь, газобетон — 0,81 - 0,84 кДж/кг °С), що дозволяє будівлям з арболіту акумулювати значну кількість теплоти.
Теплопровідність виробів 0.08 - 0.17 Вт/м°С залежно від щільності.
Арболіт належить до групи горючих важкозаймистих матеріалів. Конструкції з арболіту мають високу вогнестійкість (понад 2 години).
Паропроникність — 0,24 мг/(м год Па).
Міцність виробів М5 - М50 залежно від щільності та способу формування.